# Liam Delap
Liam Rory Delap (* 8. února 2003) je anglický profesionální fotbalista, který hraje na pozici útočníka za anglický klub Chelsea.

## Klubová kariéra

### Manchester City
Liam Delap začal v akademii Derby County, odkud v roce 2019 přestoupil do Manchesteru City. V září 2020 debutoval za A-tým a hned skóroval v EFL Cupu proti Bournemouthu. O pár dní později si poprvé zahrál i Premier League. V sezóně 2020/21 vyhrál s klubem Ligový pohár, ale nebyl nominován do finále. Kvůli zranění vynechal začátek sezóny 2021/22. V únoru 2022 debutoval v Lize mistrů proti Sportingu Lisabon.

#### Hostování
V srpnu 2022 odešel na hostování do Stoke City, kde vstřelil 3 góly. V lednu 2023 byl přesunut do Prestonu. V červenci 2023 zamířil na hostování do Hull City, kde byl v prosinci vyhlášen hráčem měsíce klubu.

### Ipswich Town
V červenci 2024 přestoupil do klubu Ipswich Town za částku 20 milionů liber. První gól vstřelil v srpnu. V prosinci skóroval a asistoval při výhře 2:0 nad Chelsea – první domácí výhra Ipswiche v Premier League od roku 2002.

### Chelsea
Dne 4. června 2025 přestoupil do Chelsea, která aktivovala jeho výstupní klauzuli ve výši 30 milionů liber. Podepsal šestiletý kontrakt.

## Reprezentační kariéra
Delap reprezentoval Anglii na všech mládežnických úrovních, ale na seniorské úrovni má možnost reprezentovat kromě Anglie i Irsko, odkud pochází jeho předci.
V roce 2019 se stal nejlepším střelcem turnaje Mercedes-Benz Aegean Cup v kategorii do 16 let. Později téhož roku vstřelil dva góly za Anglii U17 proti Rakousku.
Dne 29. března 2021 skóroval při svém jediném startu za Anglii U18 při výhře 2:0 nad Walesem. V březnu 2022 debutoval za Anglii U19 a byl nominován na ME U19 2022. V základní skupině vstřelil vítězný gól a ve finále proti Izraeli asistoval u závěrečného gólu při výhře 3:1, čímž pomohl Anglii k zisku titulu.
V září 2022 debutoval za Anglii U20 a skóroval proti Chile. V květnu 2023 byl nominován na MS U20 2023, kde nastoupil ve dvou zápasech – proti Iráku a Itálii.
Dne 11. září 2023 vstřelil svůj první gól za Anglii U21 v kvalifikaci na ME U21 2025 proti Lucembursku. Skóroval i v následujícím utkání proti Srbsku a v březnu 2025 přidal třetí a poslední gól za U21 při porážce s Francií. Byl zařazen do širší nominace pro závěrečný turnaj, ale kvůli klubovým povinnostem se ho nakonec nezúčastní.

## Úspěchy

### Klubové

#### Manchester City
- EFL Cup: 2020–21

### Reprezentační

#### Anglie U19
- Mistrovství Evropy do 19 let UEFA: 2022

### Individuální
- Mladý hráč roku Ipswich Town: 2024/25
- Hráč roku podle hráčů Ipswich Town: 2024/25
- Gól sezóny Ipswich Town: 2024/25